# Những thiên thần nói dối
Những thiên thần nói dối (tiếng Anh:Pretty Little Liars) là loạt phim truyền hình dài tập dành cho thanh thiếu niên dựa trên bộ truyện cùng tên của tác giả Sara Shepard do đạo diễn Norman Buckley và nhà biên kịch Sara Shepard thực hiện. Bộ Phim được công chiếu vào ngày 8 tháng 6 năm 2010 trên kênh ABC Family.. Sau khi nhận được đơn đặt hàng dài 10 tập vào ngày 28 tháng 6 năm 2010, ABC Family đã quyết định sản xuất thêm 12 tập phim cho mùa đầu tiên. Những tập phim bắt đầu phát sóng vào ngày 3 và kết thúc vào ngày 21 tháng 3 năm 2011. Ngày 29 Tháng 11 năm 2011, ABC Family đã đổi mới bộ phim cho một mùa giải thứ ba bao gồm 24 tập phim. Mùa giải thứ ba công chiếu vào ngày 5 Tháng 6 năm 2012 và kết thúc vào ngày 19 Tháng 3 năm 2013. Ngày 4 Tháng 10 năm 2012, ABC Family sản xuất mùa thứ tư., việc quay phim bắt đầu vào ngày 14 Tháng 3 năm 2013 và được công chiếu vào ngày 11 tháng 6 năm 2013